# Paul Dupont
Paul Dupont (Périgueux, Dordoña; 24 de mayo de 1796 - París 11 de diciembre de 1879) fue un impresor francés y parlamentario del cuerpo legislativo.

## Biografía
Hijo de François Dupont y Marie Laborie y hermano mayor de Auguste Dupont, fue aprendiz del impresor Firmín Didot hasta desempeñar puestos administrativos, comprando posteriormente en 1818 una imprenta estableciéndola en los alrededores de París convirtiéndola en una de las más importantes del país, estableciendo igualmente la editorial Imprimerie Administrative de Paul Dupont.
Al igual que Xavier Gargan, revolucionó las relaciones laborales mediante la creación de varias instituciones y ahorros de pensiones para su personal y el compromiso con sus empleados a participar en las utilidades de la empresa de la misma manera estableció asistencia médica a sus trabajadores. Incluso fue de los primeros patrones en emplear mujeres en sus talleres de impresión.
Paul Dupont inicia su carrera política después de la muerte de su hermano, siendo elegido como candidato oficial el 29 de febrero de 1852 por el 1.er. distrito de Dordoña, apoyó la instauración del Segundo Imperio francés de Napoleon III. Volvió a reelegirse en las elecciones de 1857, 1863 y 1869 ganando todas y sirviendo en las filas de la derecha bonapartista.
Durante sus períodos en la asamblea legislativa externó desde la tribuna las situaciones de lo trabajadores. Después de la caída de Napoleon III y durante un breve periodo de inactividad política en 1876 regresa a la vida parlamentaria como senador por Dordoña hasta su muerte en 1879.

## Obras
- 1849: Essais d'imprimerie
- 1854: Histoire de l'imprimerie

## Distinciones
- 1868, Caballero de la Legión de Honor, concedida por el Gobierno Francés.
- Orden al Mérito, concedida por el Gobierno Danés.

## Imprimerie Administrative de Paul Dupont
En 1860 traslada la imprenta a Clichy instalando posteriormente en 1864 20 prensas tipográficas mecánicas y 30 prensas manuales, 6 prensas litográficas a vapor y 15 manuales a raíz de haber elevado su capital social. En 1868, la propiedad cooperativa toma posesión de una propiedad en Livry: «La Villa tipográfica».
Con la caída del Segundo Imperio francés Paul Dupont pierde su posición privilegiada, por lo que la empresa se reorganiza en una Sociedad Anónima en 1871, quedando al frente de esta nueva empresa su hijo Paul Dupont II. Con altibajos la empresa sobrevive al especializarse en la impresión a color hasta 1968, cuando el gobierno francés la relanza con el nombre Société Nouvelle des Imprimeries Paul Dupont (SNIPD) en 1969 como una subsidiaria de Société nationale des éditions de presse (SNEP), debido a la fuerte competencia fue necesaria su cierre por el gobierno francés en 1987.